# Багрий, Александр Васильевич (партийный деятель)
Александр Васильевич Багрий (22 июня 1917, Одесса, Херсонская губерния — 1942, Севастополь, Крымская АССР) — советский партийный организатор. Участник Великой Отечественной войны.

## Биография
Родился 22 июня 1917 года в Одессе в семье военнослужащего Черноморского флота и участника гражданской войны. В 1928 году семья переехала в Севастополь. Учился в севастопольской семилетней школе № 6. Окончил школу фабрично-заводского ученичества при Севастопольском главном военном порту, где получил специальность «токарь».
Работал в артиллерийских мастерских порта, параллельно учась в вечернем судостроительном техникуме. В 1938 году стал студентом Московского института связи, но не завершил учёбу из-за болезни. По возвращении в Севастополь стал заведующим отделом писем в редакции газеты «Маяк Коммуны». С 1939 по 1940 год — заведующий отделом пропаганды Корабельного райкома ВЛКСМ.
В декабре 1940 года стал первым секретарем горкома ВЛКСМ. При обороне Севастополя во время Великой Отечественной войны комсомольская организация под руководством Багрия принимала участие в возведении оборонительных сооружений, участвовала в охране предприятий, занималась подготовкой подземных школ и помогала готовить продукцию для фронта. Багрий участвовал в эвакуации людей из Севастополя, осаждённого немецко-румынскими войсками.
Накануне падения Севастополя летом 1942 года попал в плен и погиб.
С 17 апреля 1951 года имя Александра Багрия носит улица в Нахимовском районе (ранее — улица Главная). На доме № 2 установлена мемориальная табличка.